# Snatam Kaur

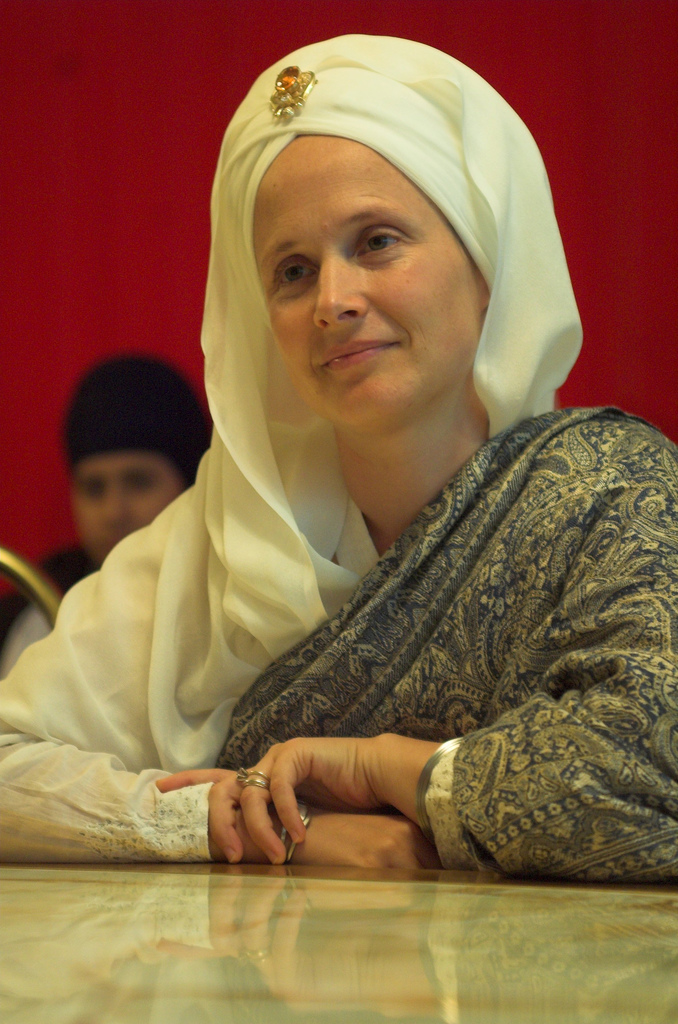
Snatam Kaur (2007)

Snatam Kaur Khalsa (Panjabi: ਸਨਾਤਮ ਕੌਰ ਖ਼ਾਲਸਾ; * 1972 in Trinidad, Colorado) ist eine US-amerikanische Sängerin und Komponistin. In ihrer Popmusik finden sich musikalische Einflüsse aus den religiösen Gebetsgesängen des Sikhismus, Kirtan genannt. Sie lebt in Española, New Mexico.

## Leben
Aufgewachsen in Kalifornien lernte Snatam Kaur Kirtan von ihrer Mutter. Auf der High School lernte sie Violine spielen und begann mit dem Komponieren von eigenen Liedern. Bob Weir von Grateful Dead coachte sie und ihre Klassenkameradinnen bei dem Song Saving the Earth für das Earth Day-Concert 1990 in San Francisco mit 70.000 Zuhörern. Am Mills College in Oakland (Kalifornien) studierte sie Biochemie bis zum Bachelor. Danach studierte sie Kirtan in Indien bei dem Lehrer ihrer Mutter, Bhai Hari Singh.
2000 unterschrieb sie einen Plattenvertrag bei Spirit Voyage Records. Es folgten zahlreiche, weltweite Auftritte.
2019 wurde ihr Album Beloved für einen Grammy im Segment New Age Album nominiert.

### CDs
| Erscheinungsdatum | CD Titel                                                                | Firma                                              |
| ----------------- | ----------------------------------------------------------------------- | -------------------------------------------------- |
| 2002              | Prem (Lieben)                                                           | Spirit Voyage Records                              |
| 2003              | Shanti (Frieden)                                                        | Spirit Voyage Records                              |
| 2004              | Grace (Anmut)                                                           | Spirit Voyage Records                              |
| 2005              | Celebrate Peace                                                         | Spirit Voyage Records                              |
| 2005              | Mother's Blessing - (Zusammen mit Prabhu Nam Kaur)                      | Spirit Voyage Records                              |
| 2006              | Anand                                                                   | Spirit Voyage Records                              |
| 2007              | LIVE in Concert                                                         | Spirit Voyage Records                              |
| 2009              | Liberation's Door With Guru Ganesha Singh                               | Spirit Voyage Records                              |
| 2010              | The Essential Snatam Kaur: Sacred Chants For Healing                    | Spirit Voyage Records Under License To Sounds True |
| 2010              | Divine Birth                                                            | Spirit Voyage Records                              |
| 2011              | RAS                                                                     | Spirit Voyage Records                              |
| 2013              | Sat Nam! With Siri Nam Singh                                            | Spirit Voyage Records                              |
| 2014              | Light of the Naam: Morning Chants - (mit Ajeet Kaur and Thomas Barquee) | Spirit Voyage Records                              |
| 2018              | Beloved                                                                 | Spirit Voyage Records                              |